# Tambak Sumur
Tambak Sumur is een bestuurslaag in het regentschap Sidoarjo van de provincie Oost-Java, Indonesië. Tambak Sumur telt 10.982 inwoners (volkstelling 2010).